# Iwata Masami
Iwata Masami (japanisch 岩田 正巳; geb. 11. November 1893 in Sanjō (Präfektur Niigata); gest. 9. September 1988) war ein japanischer Maler der Nihonga-Richtung während der Taishō- und Shōwa-Zeit.

## Leben und Werk
Iwata Masami ging 1913 nach Tōkyō und begann ein Studium der Malerei im Atelier von Terasaki Kōgyō. Danach besuchte er die Kunsthochschule Tōkyō (東京美術学校, Tōkyō bijutsu gakkō), die Vorläufereinrichtung der heutigen Geidai, an der er seine Ausbildung 1923 abschloss. Dann bildete er sich unter Matsuoka Eikyū (松岡 映丘; 1881–1938) weiter und gründete, zusammen mit Anayama Shōdo, Kanō Kōga, Endō Kyōzō und anderen Schülern Matsuokas, die Shinkō Yamato-e Kai (進行大和絵会). Diese Vereinigung, mit der Iwata regelmäßig ausstellte, befasste sich mit der Weiterentwicklung der Yamatoe-Landschaftsmalerei, was zu einer neuen Popularität dieses Genre auf den „Teiten“
-Ausstellungen führte. Die Vereinigung existierte bis 1930.
Iwata gewann seine erste Auszeichnung auf der 5. Teiten 1924, erhielt eine weitere 1930 und reichte weiter Werke für die Teiten ein. 1929 wurde er Mitglied des Nihon Bijutsuin und zeigte oft Bilder mit historischen Figuren. 1961 gewann er den Preis der Akademie der Künste, 1977 wurde er dort als Mitglied aufgenommen. 
Iwata ist vor allem bekannt für seine historischen Arbeiten. In seinen letzten Jahren reiste er oft zu Studienzwecken nach China und Südostasien.